# Монтегю, Джордж, 8-й герцог Манчестер
Джордж Виктор Дрого Монтегю, 8-й герцог Манчестер (англ. George Montagu, 8th Duke of Manchester; 17 июня 1853, Кимболтон, Хантингдон, Кембриджшир — 18 августа 1892, замок Тандраги, графство Арма, Ольстер) — британский аристократ, наследственный пэр и член парламента. Он именовался лордом Кимболтоном в 1853—1855 годах и виконтом Мандевилем в 1855—1890 годах.

## Предыстория

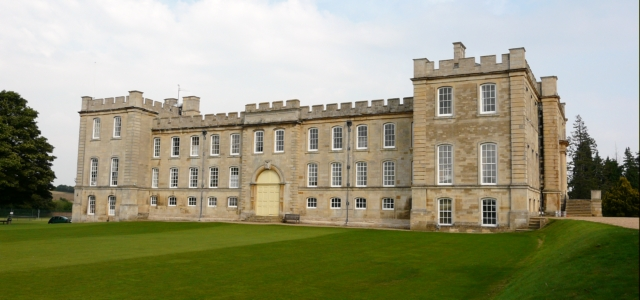
Замок Кимболтон, бывшая родовая резиденция герцогов Манчестер

Родился 17 июня 1853 года в Кимболтоне. Старший сын Уильяма Дрого Монтегю, 7-го герцога Манчестерского (1823—1890), и графини Луизы фон Альтен (1832—1911). Закончил Итонский колледж.

## Политическая карьера
В 1877 году Джордж Монтегю был избран членом Палаты общин Великобритании от графства Хантингдоншир и это место он занимал до 1880 года. Помимо политической карьеры он также добился звания капитана королевских ирландских фузилёров. В 1890 году унаследовал герцогство от отца и занял место в Палате лордов. В том же году он был признан банкротом.

## Семья
22 мая 1876 года Джордж Монтегю женился на Консуэло Изнага (1853 — 20 ноября 1909), дочери богатого кубинского плантатора и известной красавице. Ее старшим братом был нью-йоркский банкир Фернандо Изнага. Было широко распространено мнение, что он женился на ней из-за её денег, а она — из-за его титулов. Говорили, что одна из ближайших подруг Консуэло Изнаги, писательница Эдит Уортон, включила некоторые аспекты брака своей подруги в свой незаконченный роман «Пираты». В браке родились сын и дочери-близнецы:
- Уильям Монтегю, 9-й герцог Манчестер (3 марта 1877 — 9 февраля 1947), преемник отца
- Леди Жаклин Мэри Альва Монтегю (27 ноября 1879 — 15 марта 1895)
- Леди Элис Элеонора Луиза Монтегю (27 ноября 1879 — 10 января 1900), умершая от чахотки[3] .

До своей женитьбы виконт Мандевиль считался пьяницей и его избегали представители респектабельного общества.
Джордж Монтегю, 8-й герцог Манчестер, скончался в августе 1892 года в возрасте всего 39 лет, титулы унаследовал его сын Уильям Монтегю.

## Титулы
- 8-й герцог Манчестер (с 22 марта 1890)
- 11-й граф Манчестер, графство Ланкастер (с 22 марта 1890)
- 11-й виконт Мандевиль (с 22 марта 1890)
- 11-й барон Кимболтон из Кимболтона, графство Ланкастер (с 22 марта 1890).